# 能美警察署

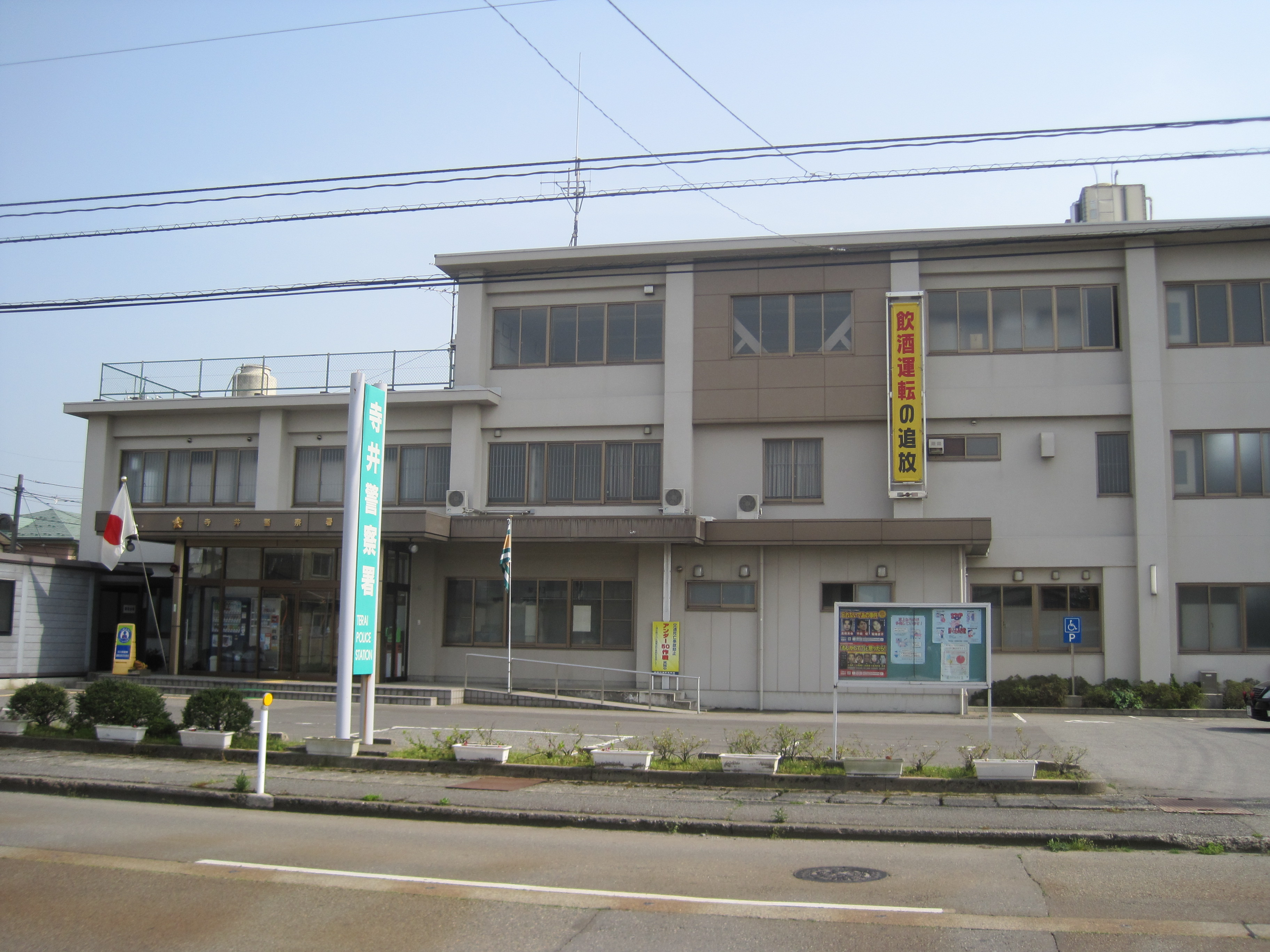
旧寺井警察署庁舎

能美警察署（のみけいさつしょ）は、石川県警察が管轄する警察署の一つである。
旧名称は寺井警察署（てらいけいさつしょ）で、2018年10月22日に移転し警察署名を改称した。

## 所在地
- 石川県能美市寺井町リ44番地（2018年10月21日まで）
- 石川県能美市三道山町チ28番地[1]（2018年10月22日以降）

## 管轄区域
- 能美市
- 能美郡川北町

## 沿革
- 1875年（明治 8年）4月：警察署の前身として邏卒屯所設置。[2]
- 1883年（明治16年）11月：小松警察署寺井分署として創設。
- 1926年（大正15年）7月：寺井警察署として独立。
- 1948年（昭和23年）3月：警察制度改正により国家地方警察能美地区警察署となる。
- 1954年（昭和29年）7月：石川県警察として改組され寺井警察署となる。
- 1969年（昭和44年）7月：能美郡寺井町寺井リ44番地に庁舎を新築移転。
- 2005年（平成17年）2月1日：能美郡根上町、寺井町、辰口町の3町が新設合併・市制施行し、能美市となった。そのため、本署の管轄市町村数は4町から1市1町になった。
- 2018年（平成30年）10月22日：寺井警察署を能美市三道山町に移転し、警察署名を能美警察署に改称。同時に、寺井交番の業務も能美警察署に統合[1]。

## 組織
- 署長
  - 副署長
    - 警務課
      - 警務係、警察安全相談係

    - 会計課
      - 会計係

    - 生活安全課
      - 生活安全係、少年特犯係

    - 地域課
      - 地域係、機動係

    - 刑事課
      - 強行盗犯係、鑑識係、知能・組織犯罪対策係

    - 交通課
      - 企画規制係、事故指導係

    - 警備課
      - 警備係

## 交番
2025年時点、（）内は所在地。

### 能美市
- 署所在地交番（能美市三道山町チ28番地、能美警察署内）
- 根上交番（能美市大成町リ80番地4）
- 辰口交番（能美市来丸町502番地21）

## 駐在所
2025年時点、（）内は所在地。

### 能美市
- 道林駐在所（能美市道林町寅2番地）
- 宮竹駐在所（能美市三ツ口町943番地1）

### 川北町
- 壱ッ屋駐在所（能美郡川北町字壱ツ屋163番地2）
- 木呂場駐在所（能美郡川北町字橘子18番地2）